# 維謝烏河
47°54′46″N 24°8′44″E / 47.91278°N 24.14556°E

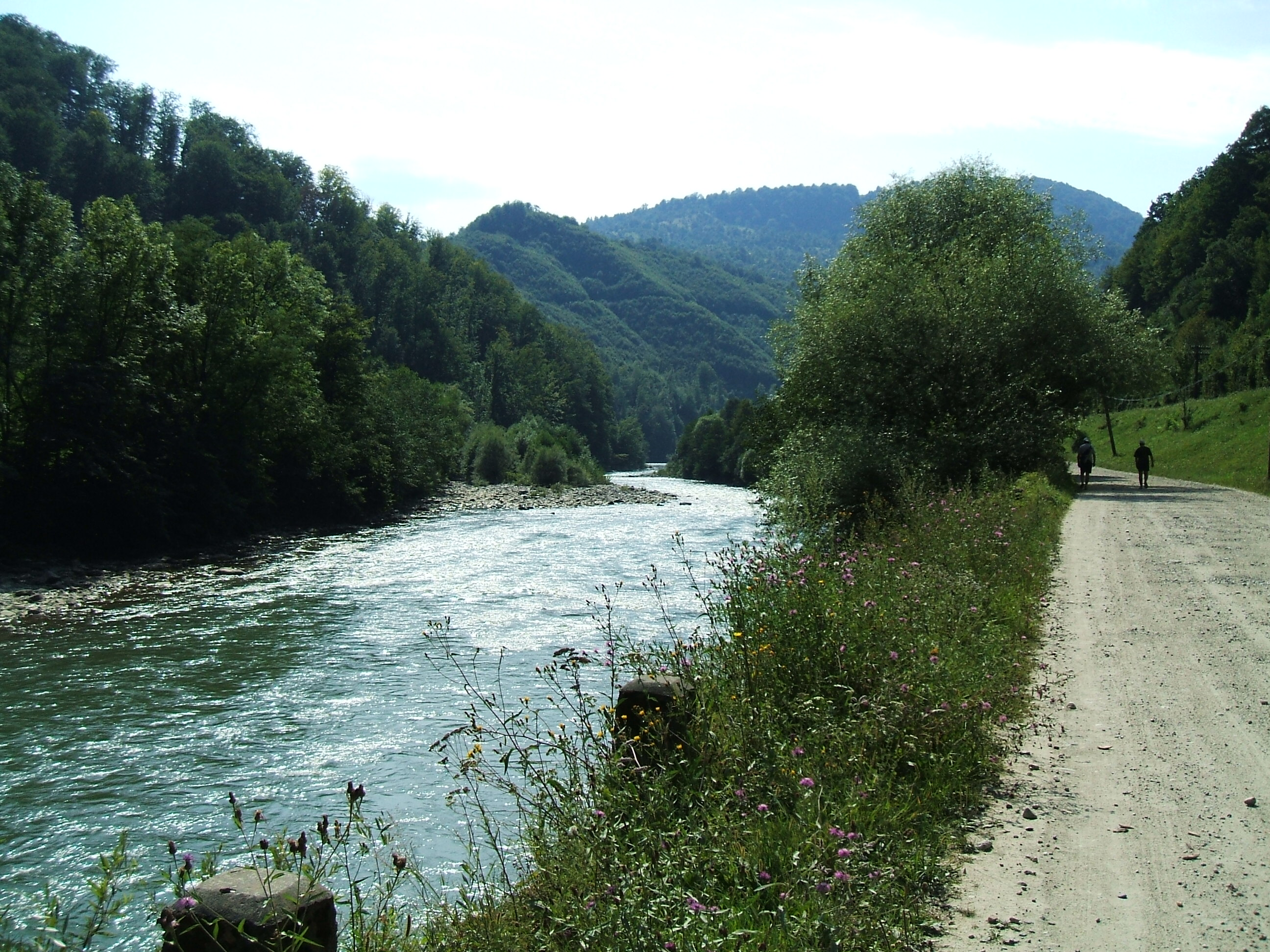

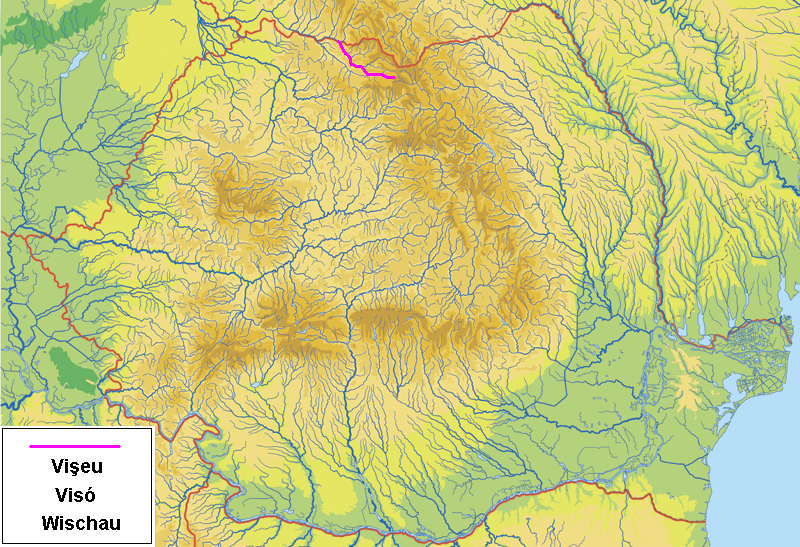

維謝烏河是羅馬尼亞的河流，位於該國北部，屬於蒂薩河的左支流，河道全長82公里，流域面積1,581平方公里，發源自羅德納山脈，河口處在比斯特拉鄉。